# Инкижинов, Валерий Иванович
Вале́рий Ива́нович Инкижи́нов (фр. Valéry Inkijinoff; 25 марта 1895, Бохан Иркутской губернии, по другим сведениям, Иркутск — 26 сентября 1973, Брюнуа, департамент Эсон, Франция) — советский и французский киноактёр, режиссёр кино и театра, педагог бурятского происхождения. Работал также в Германии и Великобритании.

## Биография
Валерий Инкижинов родился 25 марта 1895 года в Иркутской губернии Российской империи в семье учителя. В 1915 году после окончания гимназии поступил в Петроградский политехнический институт. Занимался в студии В. Э. Мейерхольда. Актриса А. Смирнова-Искандер вспоминала:

Инкижинов покорил всех нас, а особенно Мейерхольда, своей виртуозной акробатической и пластической техникой. Гибкость и ловкость движений у него были сверхъестественные, напоминающие пластику тигра, кошки».
В 1920 году переехал в Москву, учился в мастерской Льва Кулешова, работал в театре Мейерхольда, был его ассистентом на постановке спектакля «Смерть Тарелкина». Позднее вспоминал:

Мы собирались у Кулешова в просторной, холодной комнате, занимались всем: кино, физкультурой, лекциями, готовкой… В одном углу Пудовкин разыгрывал пантомиму. В другом Эйзенштейн делал монтажные опыты. Кулешов приходил, уходил, давал совет здесь, исправлял ошибку там…
В 1925 году исполнив небольшую роль в фильме Кулешова «Весёлая канарейка», готовился к съёмкам фильма «Базар похоти» по сценарию Тараса Немчинова (то есть Григория Александрова и Сергея Эйзенштейна). По ряду причин фильм не был реализован. Работал режиссером на студии «Пролеткино».
В последующие годы снял в качестве режиссёра три фильма — «Расплата» (1926), «Вор» (1927), «Комета» (1929), которые не сохранились.
В 1928 году исполнил главную роль в фильме Всеволода Пудовкина «Потомок Чингисхана», который принёс ему всемирную известность.
В 1930 году отказался возвращаться в СССР из Парижа, став «невозвращенецем». В записи беседы со Сталиным в ноябре 1934 года Борис Шумяцкий отмечал, что Сталин после просмотра французского фильма Жюльена Дювивье «Голова человека» «интересовался актёром Инкижиновым, считая его весьма способным актёром. Указал, что зря человек сбежал. Теперь, вероятно, локти грызёт, да поздно».
Участие во франко-английском фильме «Битва» (1933) Виктора Туржанского стало первой работой Инкижинова во Франции. Сильный русский акцент и выразительная восточная внешность навсегда определили его амплуа: во Франции, в Великобритании, Германии и Италии он играл персонажей загадочного Востока — индусов, китайцев, корейцев, японцев… Так было в фильмах «Полицейское дело 909» (1933) Роберта Вине и «Шанхайская драма» (1938) Георга Вильгельма Пабста. В немецком пропагандистском фильме «Бедствие фризов» (1935) он исполнил роль советского комиссара.
Часто снимался в фильмах на русские темы — «Волга в пламени» (1934) Виктора Туржанского, «Михаил Строгов» (1956) Кармине Галлоне, «Триумф Михаила Строгова» (1961) Виктора Туржанского, «Врач из Сталинграда» (1958) Гезы фон Радвани.
В эмиграции снялся в 44 фильмах.
Умер 26 сентября 1973 года в предместье Парижа. Похоронен на кладбище Сент-Женевьев-де-Буа.

## Фильмография

### Режиссёр
- 1926 — Расплата (СССР)
- 1927 — Вор (СССР)
- 1929 — Комета (СССР)

### Актёр
- 1925 Весёлая канарейка (СССР)
- 1928 Потомок Чингисхана (СССР) — Баир
- 1933 Битва / La bataille (Франция/Великобритания)
- 1933 Голова человека / La tête d’un homme (Франция)
- 1933 Полицейское дело 909 / Polizeiakte 909 (Германия)
- 1934 Волга в пламени / Volga en flammes (Франция/Чехословакия)
- 1934 Амок / Amok (Франция)
- 1935 Бедствие фризов / Friesennot/Dorf im roten Sturm (Германия)
- 1936 Последняя четверка из Санта Круз / Die letzten Vier von Santa Cruz (Германия)
- 1936 Бурлаки на Волге / Les bateliers de la Volga (Франция)
- 1937 Пираты на рельсах / Les pirates du rail (Франция)
- 1937 Жена генерала Линга / The Wife of General Ling (Великобритания)
- 1938 Безрадостная улица / La rue sans joie (Франция)
- 1938 Шанхайская драма / Le drame de Shanghaï (Франция)
- 1948 Ренегаты / La renegate (Франция)
- 1949 Майя / Maya (Франция)
- 1950 Чёрная роза / The Black Rose (Великобритания)
- 1954 Предательство Германии/Дело доктора Зорге / Verrat an Deutschland/Der Fall Dr. Sorge (ФРГ)
- 1954 Дочь Маты Хари / La figlia di Mata Hari (Италия/Франция)
- 1956 Возлюбленная Коринна / Geliebte Corinna (ФРГ)
- 1956 Курьер царя/Михаил Строгов / Der Kurier des Zaren/Michel Strogoff (Франция/ФРГ/Италия/Югославия)
- 1958 Врач из Сталинграда / Der Arzt von Stalingrad (ФРГ) — Воротилов, подполковник НКВД, начальник лагеря военнопленных
- 1958 Бенгальский тигр / Der Tiger von Eschnapur (ФРГ/Италия/Франция) — Яма
- 1959 Индийская гробница / Das indische Grabmal (ФРГ/Италия/Франция) — Яма
- 1960 Владычица мира / Die Herrin der Welt (ФРГ/Италия/Франция)
- 1961 Триумф Михаила Строгова / Le triomphe de Michel Strogoff (Франция/Италия)
- 1961 Мужчины хотят жить / Les hommes veulent vivre (Франция/Италия)
- 1961 Мачисте при дворе Великого Хана / Maciste alla corte del Gran Khan (Италия/Франция)
- 1962 Мой дядя из Техаса / Mon oncle du Texas (Франция)
- 1963 Урсус, восставший гладиатор / Ursus, il gladiatore ribelle (Италия)
- 1964 Ник Картер крушит всё вокруг / Nick Carter va tout casser (Франция)
- 1964 Смертельные лучи доктора Мабузе / Die Todesstrahlen des Dr. Mabuse (ФРГ/Франция/Италия)
- 1965 Злоключения китайца в Китае / Les tribulations d’un chinois en Chine (Франция/Италия) — Го
- 1966 Бесподобный / Matchless (Италия)
- 1966 О. С. С. 117 — Террор в Токио / O.S.S. 117 — Terror in Tokyo /Atout coeur à Tokyo pour O.S.S. 117 (Италия/Франция)
- 1967 Искатели приключений / Les Aventuriers (Франция/Италия)
- 1967 Пекинская блондинка / Die Blonde von Peking/La blonde de Pékin (Франция/Италия/ФРГ)
- 1967 Рыцари неба / Les chevaliers du ciel (Франция, телесериал)
- 1971 Танг / Tang (Франция/Япония, телесериал)
- 1971 Нефтедобытчицы / Les pétroleuses (Франция/Италия/Испания/Великобритания)
- 1972 Сын неба / Le fils du ciel (Франция/Канада, телесериал)